# شمراخ
الشِمْراخ أو العُنْقود (بالإنجليزية: Raceme)‏ في علم النبات هو نَورة عنقودية بسيطة غير متفرعة. من أمثلتها نورة نبات الترمس وحنك السبع (باللاتينية: Antirrhinum) أو نباتات الفصيلة الصليبية مثل الخردل البري وخردل الدبس والسلجم.

## معرض صور

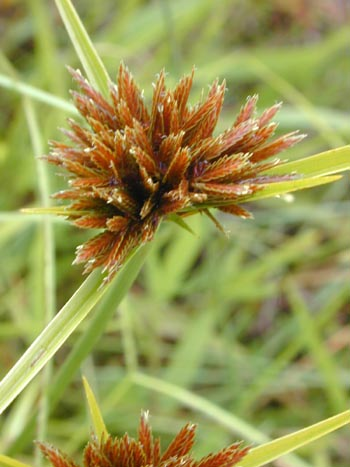
طلعة
سنبلة
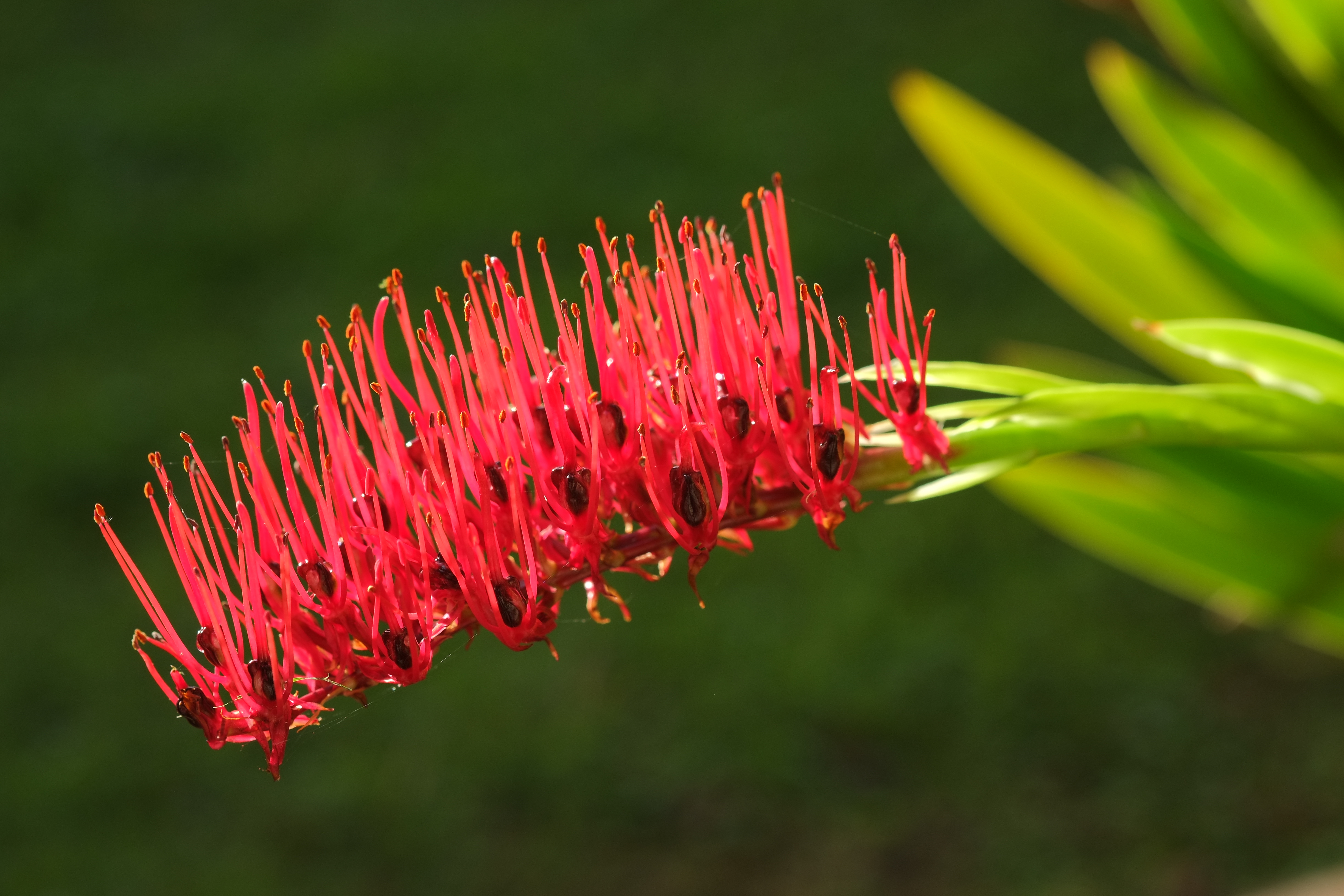
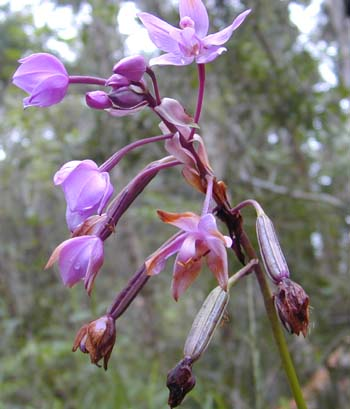